# وليد حسن جعاز
وليد حسن جعاز هو رسام وأحد نجوم برنامج كاريكاتير على قناة الشرقية ولد في مدينة الناصرية وتعرض للاغتيال في منطقة اليرموك في بغداد عام 2006.

## السيرة الذاتية
طوال 20 عاما ظل المخرج "وليد حسن جعاز "مختفيا وراء الكواليس سواء في إخراج العديد من البرامج المنوعة أو كمخرج معتمد لقسم الرياضة في التلفزيون العراقي. ولم تشفع له مسيرته الطويلة في تحقيق شي من الشهرة التي طالما حلم بها.
الا ان برنامج فريق المشاكسات عام 2001 جاء له بالخبر السار إذ وقف هذه المرة امام عدسة الكاميرا لا خلفها من هنا جاءت انطلاقاته في التمثيل خصوصا الكوميدي فاستطاع ان يزاحم الاخرين بقدراته وذكائه الملفت للنظر وان يثبت كفاءته في التمثيل التي لا تقل عن براعته في الاخراج.
يقول وليد حسن: الحب الذي لمسته من الناس عندما اكون في الشارع هو أكبر حافز بالنسبة لي يدفعني للاستمرار والعطاء في التمثيل وهو حقيقة أكبر دافع للفنان نحو الابداع الفني لكن لايعني هذا ان يكون على حساب وليد المخرج طبعا فانا حاليا مستمر في إخراج بعض البرامج في أحد الفضائيات.
ويضيف قائلا: من أهم الادوار التي مثلها على الرغم من قلتها هو دوري في برنامج
(كاركاتير) اما الدور الذي تمنيت إداؤه من الدور الذي اداه الفنان المبدع عبد الخالق المختار في مسلسل الرحيل حيث ان الشخصية كانت ممتازة والاداء كان فوق الجيد وانا مع الفنان الذي ينوع في ادواره ولا يتقولب في شخصية معينة لانها تضربه اولا واخرا وبالنسبة لي كاركاتير اضاف لي الشيء الكثير فهو من ناحية يخص بمتابعة الجمهور لا ستعراضه مشاكل وهموم المواطن بالدرجة الأولى.اماعن الصفات التي يرى توفرها في الفنان الكوميدي فهي الالتزام وفهم النص بالشكل الدقيق وعدم الانسياق فقط نحو الجانب المادي بل دراسة النص جيداً قبل القبول أو الرفض من دون التفكير بمقدار العقد المبرم.

## الأعمال الفنية
1. مسرحية شجرة العائلة
2. مسرحية راس المملوك جابر
3. اوبريت الشمس[2]
4. يوم في حياتي
5. مما تخافين سيدتي
6. فريق المشاكسات
7. برنامج كاريكاتير
8. فاعل خير
9. شايف خير ومستاهلها

## الاغتيال
تم اغتياله برصاص الغدر على يد مجاميع ارهابية عام 2006 .